# 湯の浜カントリークラブ
湯の浜カントリークラブ（ゆのはまカントリークラブ）は、山形県鶴岡市にあるゴルフ場である。

## 概要
1964年（昭和39年）、山形県庄内平野には本格的ゴルフ場はなく、最上川河口に河川敷コース「宮野浦カントリー倶楽部」（現・最上川カントリークラブ）（1963年（昭和38年）開場、設計・常任理事会）9ホールが唯一あるだけだった。
宮野浦カントリー倶楽部は、鶴岡高専校長の林茂助がゴルフ同好会を結成し、「秋田カントリー倶楽部」（1961年（昭和36年）開場、設計・特別委員会）や「蔵王カントリークラブ」（1961年（昭和36年）開場、設計・三好徳行）へ遠征していた。また、宮野浦カントリー倶楽部の三井健は、所有地に練習場を造り同好会を作っていた。
株式会社荘内銀行頭取の金井勝助は、鶴岡と酒田の同好会のメンバーを併せて「庄内に本格ゴルフコースを造ろう」と動き出した。1965年（昭和40年）2月、新たなゴルフ場の建設に向けて経営母体「庄内ゴルフ株式会社」の設立発起人会を結成した。ゴルフ場の建設用地は、日本海、鳥海山への眺望が良く、海に近い妙達山の山麓に決定された。1965年（昭和40年）11月、「庄内ゴルフ株式会社」を設立し、理事長には金井勝助が、副理事長には本間興造が就任した。
1969年（昭和44年）2月、コース用地を買収し、9ホールのコース設計を富澤誠造に依頼し、造成工事が着工された。さらに9ホールを造成し、18ホールのゴルフ場が完成された。その後、1971年（昭和46年）、旧9コースをインコースに、新しい9コースをアウトコースに交換が行われた。

## 所在地
〒997-1117 山形県鶴岡市下川字龍花崎20-10

## コース情報
- 開場日 - 1966年10月22日
- 設計者 - 富澤 誠造（アウトコース）、藤本 滝弥（インコース）
- 面積 - 720,000m2（約21.7万坪）
- コースタイプ - 丘陵コース
- コース - 18ホールズ、パー72、6,450ヤード、コースレート71.0
- フェアウェー - コウライ
- ラフ - ノシバ
- グリーン - 1グリーン、ベント
- ラウンドスタイル - セルフ乗用カート
- 練習場 - 無し
- 休場日 - 冬期クローズ 12月～3月中旬[2]

## クラブ情報
- ハウス面積 - 1,936m2（585.6坪）
- ハウス設計 - 新穂建設設計事務所
- ハウス施工 - 鶴岡建設[2]

## ギャラリー
- コース - 「湯の浜カントリークラブ」、コース、2021年6月13日閲覧
- ハウス - 「湯の浜カントリークラブ」、クラブハウス、2021年6月13日閲覧

## 交通アクセス
- 鉄道 - 羽越本線（JR東日本） - 鶴岡駅より タクシー利用約20分[3]
- 道路 - 山形自動車道 - 鶴岡ICより 11.7Km 約分[3]

## 関連文献
- 『ゴルフ場ガイド 東版』、2006-2007、「湯の浜カントリークラブ」、東京 ゴルフダイジェスト社、2006年5月、2021年6月13日閲覧
- 『美しい日本のゴルフコース BEAUTIFUL GOLF CULTURE IN JAPAN 日本のゴルフ110年記念 ゴルフは日本の新しい伝統文化である』、ゴルフダイジェスト社「美しい日本のゴルフコース」編纂委員会編、「鶴岡と酒田のゴルフ同好会が『庄内にゴルフ場を造ろう』と建設に動いた」、東京 ゴルフダイジェスト社、2013年12月、2021年6月13日閲覧